# Magicicada septendecim
Magicicada septendecim е вид насекомо от семейство Cicadidae.

## Разпространение
Видът е разпространен в Канада и САЩ.